# Соломония, Этери Бегларовна
Эте́ри Бегла́ровна Соломо́ния (р. 1931) — ткачиха Тбилисской шёлкоткацкой фабрики, директор СПТУ № 36 в Тбилиси. Герой Социалистического Труда (1960).

## Биография
Родилась в 1931 году в селе Носири ныне Сенакского муниципалитета края Самегрело и Земо-Сванетия (Грузия). Грузинка. В 7 лет потеряла мать. В 1946 году окончила 8 классов школы, в 1947 году — ФЗУ при Тбилисской шёлкоткацкой фабрике.
В 1947—1972 годах работала ткачихой на Тбилисской шёлкоткацкой фабрике. Параллельно с работой окончила вечернюю школу и вечерний факультет Тбилисского политехнического института. Одной из первых в Грузии перешла к многостаночному обслуживанию. Переход на обслуживание трёх машин вместо одной дал ей возможность уже в 1959 году достичь плановых показателей 1965 года. В последующем работала на 5, 12 и 24 станках. В 1972—1975 годах работала инженером на Тбилисской шёлкоткацкой фабрике.
С 1975 года трудилась директором среднего профессионально-технического училища № 36 в Тбилиси, училища, которое она сама окончила в его бытность ФЗУ. В своей работе показала себя как энергичный управленец, воспитывающий специалистов высокого уровня, заботящийся о всестороннем развитии своих подопечных. Слава об училище, возглавляемом Соломонией, распространилась благодаря публикациям республиканских и всесоюзных СМИ, Соломонию часто приглашали для обмена опытом с коллегами. За свою работу на посту директора была удостоена второго ордена Ленина.
В 18 лет вступила в ВКП (б). Вела активную общественную работу, в том числе как член горкома партии. Была депутатом Верховного Совета СССР 7-го созыва в 1966—1970 годах.

## Награды и звания
- Герой Социалистического Труда (7 марта 1960) — в ознаменование 50-летия Международного женского дня, за выдающиеся достижения в труде и особо плодотворную общественную деятельность.
- два ордена Ленина (7.03.1960, 20.08.1986)[1]
- медали